# Innerstad

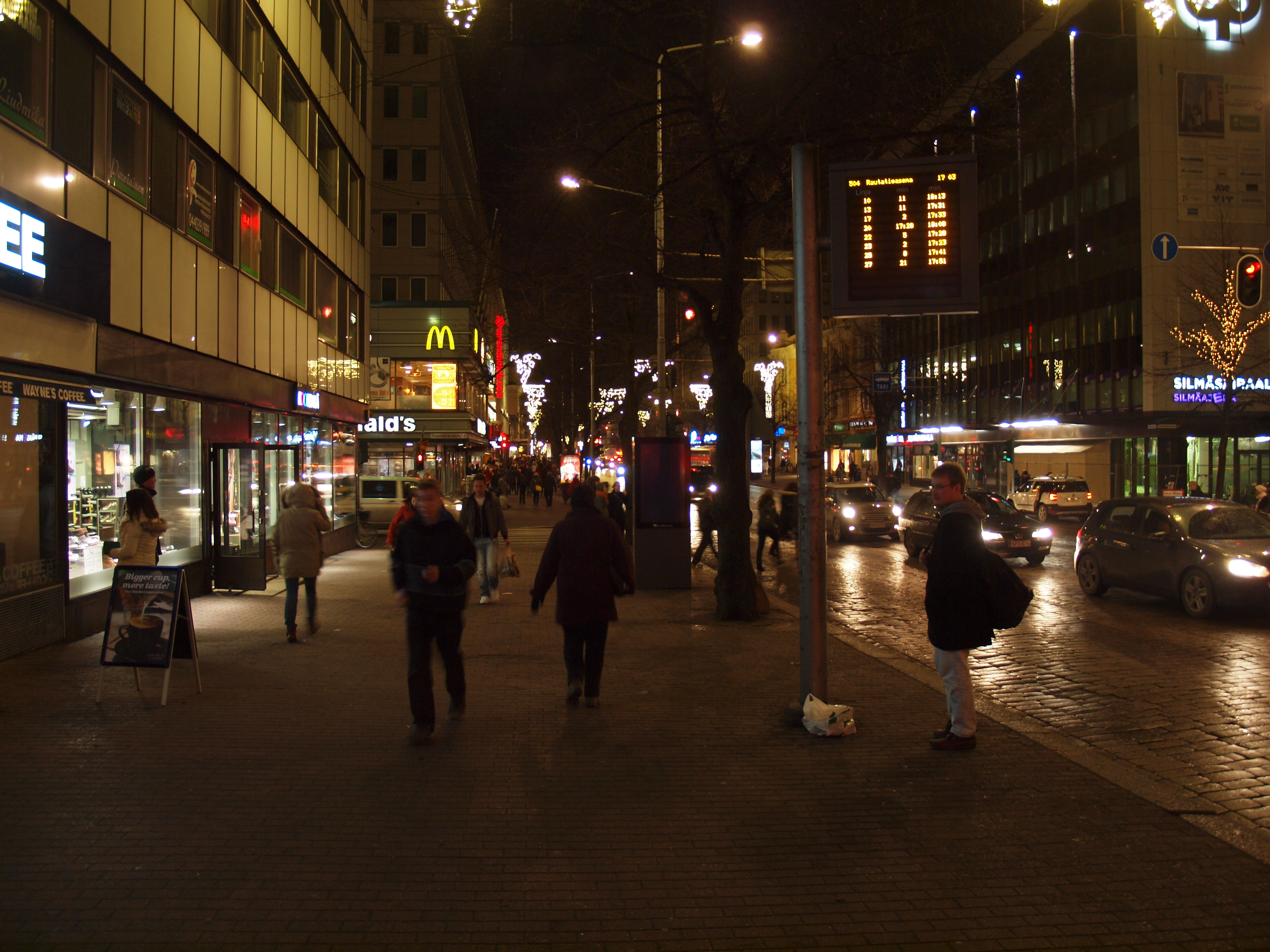
Innerstad i Tammerfors, Finland

Innerstad är den delen av en tätort eller stad som, till skillnad från förortsområden, kännetecknas av stadsmiljö. Den är således tätare bebyggd än ytterområdena.
Stadskärnan är den del av innerstaden som ofta domineras av kommersiella lokaler, jurisdiktion, administration och styrande organ.[källa behövs]
I vissa svenska städer används "Innerstaden" som benämning på det centrala området, exempelvis:
- Innerstaden, Luleå
- Innerstaden, Linköping
- Stockholms innerstad

I Malmö finns två stadsdelar innefattande detta namn:
- Västra Innerstaden
- Södra Innerstaden